# Graminicola bengalensis
Graminicola bengalensis е вид птица от семейство Pellorneidae. Видът е почти застрашен от изчезване.

## Разпространение и местообитание
Видът се среща във висока растителност граничеща със сладководни блата или по бреговете на реки в низините на Бангладеш, Северна Индия, Бутан и националния парк Читван в Непал. Застрашен е от загуба на местообитания.